# میشلن
میشِلَن (به فرانسوی: Michelin) شرکت تایرسازی فرانسوی چندملیتی است، که در سال ۱۸۸۹ توسط ادوارد و آندره میشلن تأسیس شد.  دفتر مرکزی شرکت میشِلَن در شهر کلرمون-فران، در ناحیه اوورنی، فرانسه قرار دارد.

## تاریخچه

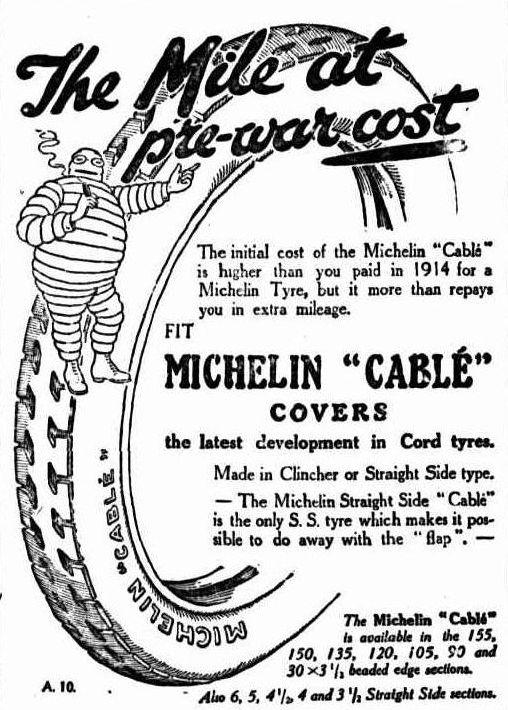
تبلیغات میشلن در استرالیا در سال ۱۹۲۲

برادران میشلن در سال ۱۸۸۹ شرکت لاستیک‌سازی میشلن را در کلرمون فران فرانسه تأسیس نمودند و به تولید تایر دوچرخه پرداختند. از آن سال تاکنون میشلن صدها اختراع مهم را به ثبت رسانده‌است که انقلابی‌ترین آن‌ها، تولید تایرهای رادیال می‌باشد

## میشلن در سال‌های گذشته
میشلن در سال ۱۹۸۸ (۱۳۶۷ شمسی) شرکت تایرسازی بی‌اف‌گودریچ را تحت مالکیت خود دراورد. پس از آن نیز شرکت‌های بزرگی همچون تاروس، تیگار، ریکن، کومورا و یونی‌رویال را خرید تا بر قدرت خود بیفزاید.
این شرکت پس از تصاحب کارخانه‌های بی‌اف‌گودریچ به تأمین‌کنندهٔ تایر شاتل‌های فضایی در ایالات متحده تبدیل شد.
میشلن هم‌اکنون برای شاتل فضایی، هواپیما، خودرو، کشنده‌های سبک و سنگین، موتورسیکلت و دوچرخه تایر تولید می‌کند.

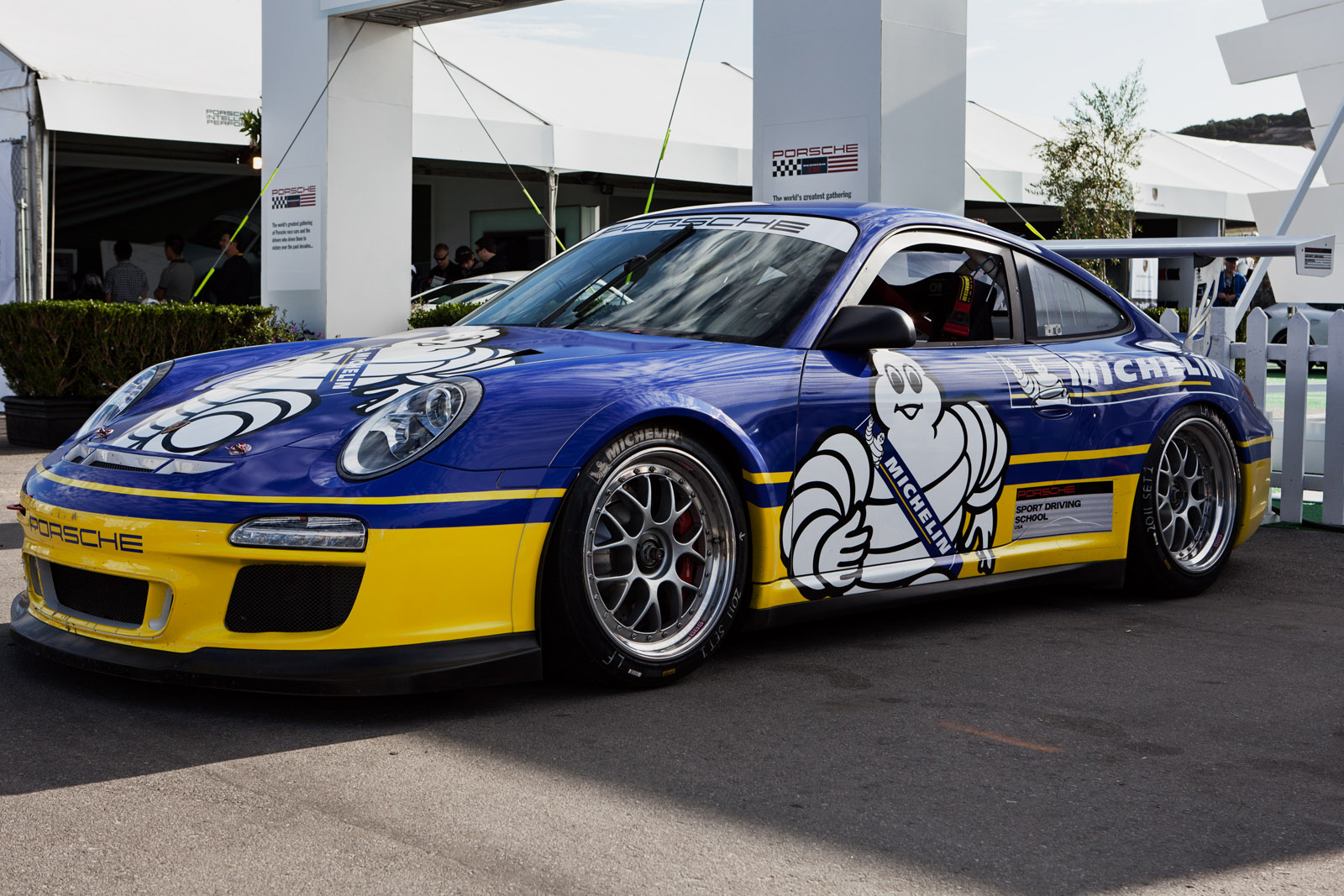
پورشهٔ ۹۱۱ با تایرهای میشلن

## کتاب راهنمای میشلن
این شرکت همچنین برای کتاب‌های راهنمای سبز و قرمز خود نیز صاحب نام می‌باشد.